# Mare de Déu de l'Esperança (escultura)
La Mare de Déu de l'Esperança és una escultura d'alabastre policromat del segle XIII-XIV que s'exposa a la sala 5 del Museu d'Art de Girona.
Pel que fa al seu estil, hi ha discrepàncies: els que la consideren romànica ho fan pel hieratisme absolut de la figura, i els que la consideren gòtica ho fan per la indumentària i la posició dels plecs del vestit. La Verge apareix asseguda, amb les mans damunt dels genolls.
La seva procedència és un enigma. Segons uns, prové del Convent de Sant Francesc de Girona, que es trobava a la banda esquerra de l'Onyar; i segons d'altres, prové de l'església del vell hospital de clergues del carrer de Galligants. També s'ha dit que podria haver estat en el portal de muralles de Girona que donava les actuals Rambles d'Álvarez de Castro. La van trobar a la Casa Malaret quan estaven fent obres en un pis de la seva casa de les Rambles, i la van dipositar al Museu Arqueològic Provincial. Va ser a l'exposició Les Trésors des Musées de Gerone de Perpinyà el 1958.